# Beilstein, Cochem-Zell

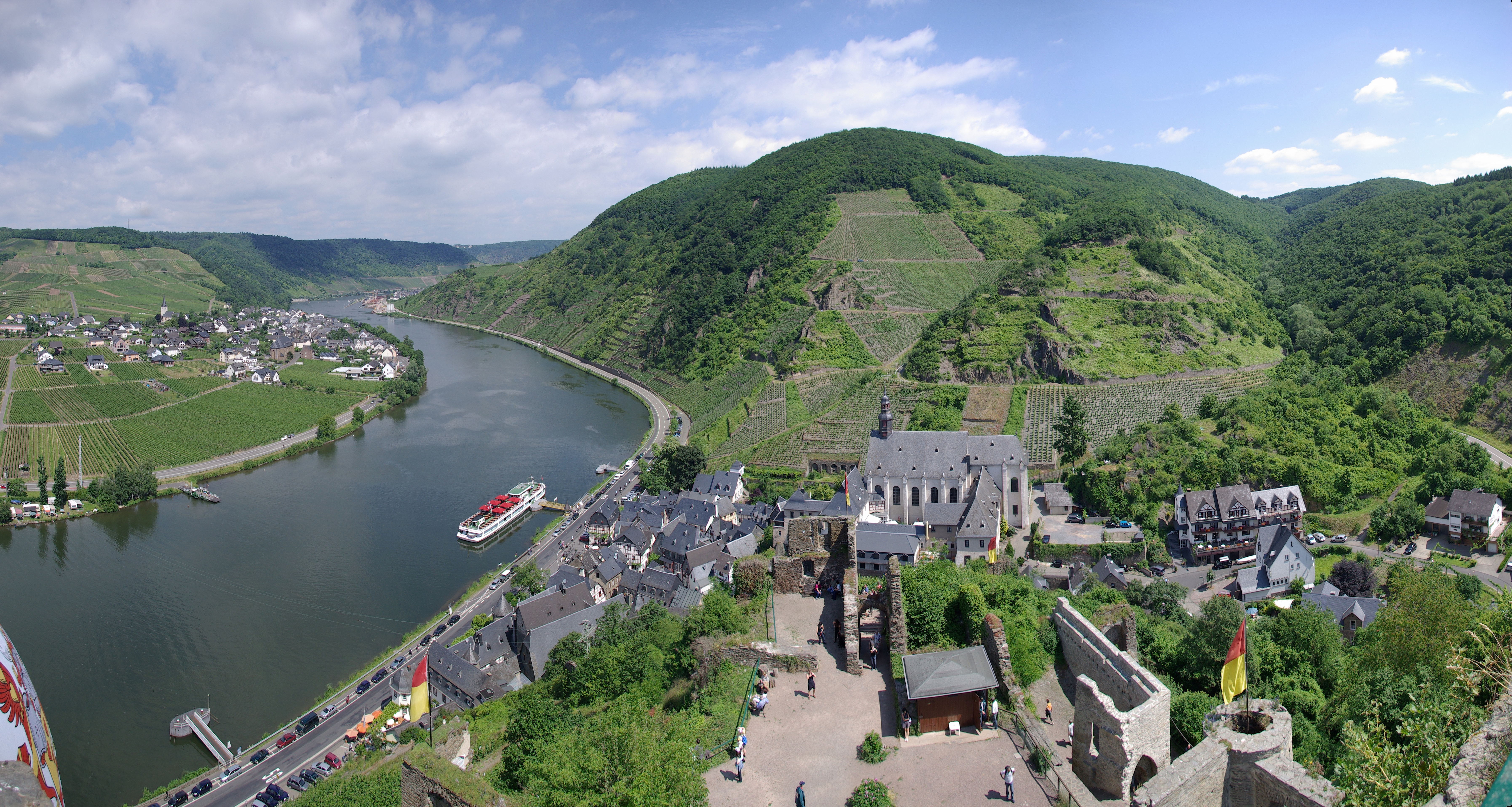
Nhìn từ lâu đài Metternich

Beilstein (phát âm tiếng Đức: [ˈbaɪ̯lʃtaɪ̯n] ⓘ) là một đô thị thuộc huyện Cochem-Zell, bang Rheinland-Pfalz, Đức. Đô thị này nằm bên sông Moselle. Dân số cuối năm 2006 là 149 người.